# Biópio
Biópio – miasto w Angoli, w prowincji Benguela.